# Koryta (ort i Tjeckien)
Koryta är en ort i Tjeckien.   Den ligger i regionen Plzeň, i den västra delen av landet, 70 km väster om huvudstaden Prag. Koryta ligger 397 meter över havet och antalet invånare är 117.
Terrängen runt Koryta är huvudsakligen platt, men åt nordväst är den kuperad. Runt Koryta är det ganska tätbefolkat, med 70 invånare per kvadratkilometer. Närmaste större samhälle är Plzeň, 18,4 km söder om Koryta. I omgivningarna runt Koryta växer i huvudsak blandskog.